# Peloribates alaskensis
Peloribates alaskensis är en kvalsterart som beskrevs av Hammer 1955. Peloribates alaskensis ingår i släktet Peloribates och familjen Haplozetidae. Inga underarter finns listade i Catalogue of Life.